# سنقرآباد (باخرز)
سنقرآباد (تایباد)، روستایی از توابع بخش بالاولایت شهرستان باخرز در استان خراسان رضوی ایران است.

## جمعیت
این روستا در دهستان بالاولایت قرار دارد و نزدیک به 300خانوار 3000نفر جمعیت دارد